# Proshapalopus multicuspidatus
Proshapalopus multicuspidatus là một loài nhện trong họ Theraphosidae. Chúng được Cândido Firmino de Mello-Leitão miêu tả năm 1929.